# トーマス・マジャール
トーマス・マジャール（Thomas Magyar, 1913年2月16日 - 2008年8月20日）は、オーストリア出身のヴァイオリン奏者。本名はタマーシュ・オーレール・マジャール(Tamás Aurél Magyar)。
オーストリア＝ハンガリー帝国領ブダペストの生まれ。フランツ・リスト音楽院でイェネー・フバイに師事し、後にカール・フレッシュの下で研鑽を積んだ。1936年からソリストとして活動し、第二次世界大戦後にロッテルダム音楽院の教授となった。1955年にはシモン・ゴールドベルクの創設したオランダ室内管弦楽団に参加し、コンサートマスターを務めた。
デン・ハーグにて死去。